# Evropský hokejový pohár 1981/1982
17. ročník hokejového turnaje European Cupu.Vítězem turnaje se stala CSKA Moskva.

## 1. kolo
- IL Stjernen Fredrikstad (Norsko) - AaB Ishockey Ålborg BK (Dánsko) 8:3, 8:1
- Dinamo Bucureşti (Rumunsko) - GKS Zagłębie Sosnowiec (Polsko) 5:8, 2:7
- F. F. Heerenveen (Nizozemsko) - Székesfehérvári Alba Volán (Maďarsko) 4:0, 4:2
- EC Villacher SV (Rakousko) - HC Val Gardena (Itálie) 4:5, 2:2
- HK Jesenice (Jugoslávie) - EHC Biel (Švýcarsko) 3:7, 2:6
- CSG Grenoble (Francie) - CH Casco Viejo Bilbao (Španělsko) 6:2, 3:1

## 2. kolo
- GKS Zagłębie Sosnowiec - Feenstra Flyers Heerenveen 5:2, 7:5
- IL Stjernen Fredrikstad - SG Dynamo Weißwasser (NDR) 2:3, 3:6
- HC Val Gardena - EHC Biel EHC Biel bez udání důvodu k utkání nepřijel a byl vyřazen
- CSG Grenoble - SC Riessersee (NSR) 1:8, 4:11

## 3. kolo
- HC Val Gardena - TJ Vítkovice 0:7 (0:3,0:3,0:1) 7. prosince 1981 (obě utkání v Ortisei Val Gardeně)
- HC Val Gardena - TJ Vítkovice 6:11 (0:5,2:4,4:2) 9. prosince
- SC Riessersee - Färjestad BK (Švédsko) 7:4, 3:1
- SG Dynamo Weißwasser - CSKA Moskva (SSSR) 3:12, 0:7
- Kärpät Oulu (Finsko) - GKS Zagłębie Sosnowiec GKS Zagłębie Sosnowiec odstoupil

## Finále
(25. - 29. srpna 1982 v Düsseldorfu)
- 1. CSKA Moskva - 6 bodů
- 2. TJ Vítkovice - 4 body
- 3. SC Riessersee - 2 body
- 4. Kärpät Oulu - 0 bodů

## Utkání Vítkovic ve finálové skupině
- SC Riessersee - TJ Vítkovice 0:3 (0:2,0:1,0:0) 25. srpna 1982
- TJ Vítkovice - Kärpät Oulu 3:1 (2:0,0:0,1:1) 28. srpna
- TJ Vítkovice - CSKA Moskva 3:4 (0:2,1:1,2:1) 29. srpna